# Guarea talamancana
Guarea talamancana là một loài thực vật có hoa trong họ Meliaceae. Loài này được Gómez-Laur. & Valerio mô tả khoa học đầu tiên năm 1992.